# مامتا كولكارني
مامتا موخند كولكارني (Devnagari ममता कुलकर्णी)، ولدت في 20 أبريل 1972) في مومباي، هي ممثلة سابقة في بوليوود.

## بداية حياتها
ولدت مامتا كولكارني في مومباي، أندهري (إى) الهند.

## حياتها المهنية

### خلافات ستاردست
لقد نالت شهرة كبيرة بعد تصويرها دون تغطية أعلى جسمها (ولكن مع عقد ذراعيها على صدرها)، صورة ظهرت على غلاف ستاردست، مجلة هندية مفضلة لدى الكثيرين، وذلك في سبتمبر 1993. وتم إدانتها بموجب قوانين مكافحة الاباحية في الهند، فوجدت نفسها تتعرض للهجوم من قِبَل الجماعات الدينية المحافظة، والجماعات النسائية. ولكن الممثلة الجريئة هاجمت المحتجون بكلمات حادة، واصفة اياهم بالمنافقين.
وقد تم ادانة كولكارني أخيرا في يوليو 2000، وحكم عليها بغرامة 15,000 روبية. ومع ذلك، فإن هذا قد تسبب في خلاف آخر، لأنها ظهرت في المحكمة بالنقاب للتهرب من المصورين، مما أدى إلى احتجاج المجتمع الإسلامي المحلي وتهديده لها بالقتل.
وفي الوقت نفسه، ظلت الخلافات تدور حولها. وفي عام 1997، تم دفع مبلغا كبيرا لها بطريق غير مباشر لكى تعمل بوظيفة خاصة من قبل عضو بالمجلس التشريعى من ولاية بيهار، والذي تم اعتقاله لاحقا إثر التحقيقات في قضية الغش قي الأعلاف. وقد تم استجواب كولكارنى، لكنها نفت أي معرفة لها بسوابق عضو المجلس.

### عملها بالتمثيل
كان أول ظهور لكولكارني من خلال فيلم تاميلى نانبارجال الذي صدر باللغة الهندية ميرا ديل تيرى لياى من إخراج اس.ايه شاندراسيخار، وأول ظهور لها في بوليود كان في فيلم تيرانجا 1992. وفي في عام 1993 قامت ببطولة اشيك أوارا والذي فازت فيه بجائزة فيلمفير لوكس للوجوه الجديدة. وأستمرت في الظهور في أفلام أخرى كثيرة مثل وقت هامارا هاي (1993)، كرانتيفير (1994)، كاران ارجون (1995)، سابسى بادا خيلادى  (1995). [5] وقد حقق عام (1995) أعلى الإيرادات في شباك التذاكر. ومع ذلك فإن معظم أدوارها تتضمن كونها حبيبة بطل الأفلام أو ظهورها في مشاهد رقص وغناء فاتنة.
ويبدو أن ذلك قد تغير عندما قام راجكومار سانتوشي -الذي لعبت في فيلمه الأخير دورا صغيرا- بإسناد دور البطلة إليها في فيلمه بوابة الصين، وهو إصدار معدل من فيلم العظماء السبعة.. وفي الادوار الاقل ابهارا، وفي تقاسم مساحة الشاشة مع أجمل أبطال السينما الهندية يكون لديها فرصة ممتازة لإبراز موهبتها في التمثيل.
ومع ذلك لم تسير الأمور كما كان مخطط لها. فقد توترت العلاقات بينها وبين سانتوشي، وبدأت الشائعات بالانتشار أن كولكارني استبعدت من الفيلم، وقد عادت فقط بعد تدخل شوتا راجان نيابة عنها. وعندما صدر الفيلم أخيرا، فشل فشلا ذريعا. وعلاوة على ذلك، الأغنية الوحيدة في الفيلم، في البند رقم شما شما تم تصوريها، على أورميلا ماتوندكار، ومع ذلك فقد بنت كولكارني سمعتها بمثل هذه الأرقام. ومما زاد الطين بلة، أن الأغنية تحولت إلى شارتبوستر، حتى انها اُستخدمت في مولان روج! لـ"باز لورمان"، وزادت من شعبية أورميلا بشكل كبير.
وقد غضبت كولكارني عند تحول الأحداث، وهاجمت سانتوشي، متهمة اياه بقطع جزء من وقتها على الشاشة لانها رفضت عروضه. بينما أنكر سانتوشي جميع الشائعات المتعلقة الفيلم، فدفن هذا الأمر وهدأ تماما. ومع ذلك، فقد ثبت أن هذه هي الضربة القاضية لكولكارني. فلم تظهر الا في عدد قليل من الافلام بعد ذلك، وأما العروض الجديدة فقد نضبت. واعتزلت التمثيل بعد آخر ظهور لها في فيلم كابى توم كابى هوم. ثم انتقلت إلى نيويورك بعد أن تزوجت من هندى غير مقيم قي الهند.كما مثلت مامتا أفلام بلغة التاميل، والتيلوجو، والبنغالى، والمالايالامي.

## حياتها الشخصية
تعيش حاليا في نيويورك.

## قائمة أفلامها
| العام | الاسماسم الفيلم                   | الدور                    | ملاحظات أخرى                                     |
| ----- | --------------------------------- | ------------------------ | ------------------------------------------------ |
| 2002  | كابى توم كابى هوم                 | شريفيستاف                |                                                  |
| 2002  | معبد ديفاين خاجوراهو              |                          |                                                  |
| 2001  | Chhupa Rustam: A Musical Thriller | سانديا                   |                                                  |
| 2001  | المراقب                           | نيشا (عضو بمجلس الرقابة) |                                                  |
| 1998  | قيلا                              | نيتا                     |                                                  |
| 1998  | جان جيجار                         | مينو                     |                                                  |
| 1998  | بوابة الصين                       | سانديا راجان             |                                                  |
| 1997  | كرانتيكارى                        |                          |                                                  |
| 1997  | جيفان يود                         | كاجال شودري              |                                                  |
| 1997  | نسيب                              | بوجا                     |                                                  |
| 1996  | Ghatak: Lethal                    | راقصة في أغنية مارا رى   |                                                  |
| 1996  | بيكابو                            | ريشمى كابور              |                                                  |
| 1996  | رجا اور رانجيلى                   |                          |                                                  |
| 1995  | سابسي بادا خيلادي                 | سونيتا داس               |                                                  |
| 1995  | بازي                              | سانجانا روي، صحفية.      |                                                  |
| 1995  | اهنكار                            | نينا                     |                                                  |
| 1995  | أندولان                           | جادى                     |                                                  |
| 1995  | كاران أرجون                       | بينديا                   |                                                  |
| 1995  | كيسمات                            |                          |                                                  |
| 1995  | بوليسيولا جوندا                   |                          |                                                  |
| 1994  | فيد ايريد                         | نيكيتا سيكرى             |                                                  |
| 1994  | ديلبار                            | بريا فيرما               |                                                  |
| 1994  | جانجستر                           |                          |                                                  |
| 1994  | بيتاج بادشاه                      | تيجيشوانى / جودايا       |                                                  |
| 1994  | انوكا بريماياد                    | بريتي                    |                                                  |
| 1994  | كرانتيفير                         | مامتا                    |                                                  |
| 1993  | وقت هامارا هاي                    | مامتا فيدروهى            |                                                  |
| 1993  | بوكامب                            |                          |                                                  |
| 1993  | اشيك أورا                         | جيوتي                    |                                                  |
| 1993  | أشانت                             | سونالي                   | فيشنو فيجايا الهند: كانادا العنوان: نسخة مدبلجة. |
| 1992  | ميرا ديل تيرى لياى                | بريا آر سينج             |                                                  |
| 1992  | تيرانجا                           |                          |                                                  |

### تاميلي
- نانبارجال (1991)

### تيلجو
- بريماسيخارام (1992)

## الروابط الخارجية
- مامتا كولكارني على موقع IMDb (الإنجليزية)
- مامتا كولكارني على موقع ألو سيني (الفرنسية)
- مامتا كولكارني على موقع أول موفي (الإنجليزية)
- مامتا كولكارني على موقع قاعدة بيانات الفيلم (الإنجليزية)
- مامتا كولكارني على موقع كينوبويسك (الروسية)